# Orel jasnohlasý
Orel jasnohlasý (Icthyophaga vocifer) je velký druh orla ze subsaharské Afriky.

## Popis
Samice orla jasnohlasého váží obvykle 3,2–3,6 kg, zatímco samci pouze 2–2,5 kg. Rozpětí křídel u samců se pak pohybuje kolem 2 m a u samic kolem 2,4 m. Délka u obou pohlaví činí 63–75 cm. Je velmi charakteristicky zbarven, převážně černě se světlým ocasem, hrudí, zátylkem a hlavou s výjimkou žlutého zobáku s tmavým koncem. Žlutého zbarvení jsou také končetiny.

## Rozšíření
Je stále relativně běžným druhem v blízkosti sladkovodních jezer, nádrží a řek na téměř celém území subsaharské Afriky.

## Potrava

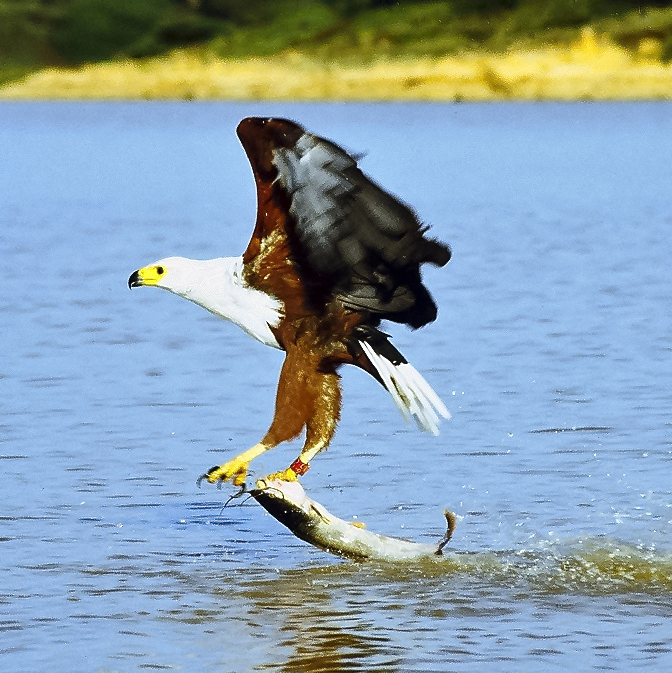
Orel jasnohlasý při lovu

Orel jasnohlasý se živí převážně rybami, které za letu z pozorovatelny chytá do svých silných pařátů a následně se s nimi vrací zpět na vyvýšené místo, kde ji postupně konzumuje. Občas loví i ryby těžší než 1,8 kg, v takovýchto případech je však pro orla příliš těžká, a tak ji pod vodní hladinou musí dotáhnout až ke břehu. Někdy se též stává, že je kořist natolik velká, že orla, který ji urputně drží, stáhne do vody a ten pak musí doplavat až ke břehu.
Kromě ryb se však v jeho potravě objevují také malí vodní ptáci, želvy, mladí krokodýli, plameňáci a mršiny.

## Rozmnožování
Orel jasnohlasý hnízdí během období sucha. S jedním partnerem přitom setrvává po celý život a společně s ním často využívá střídavě několik stejných hnízd hned několik let za sebou. V konečném stádiu může být proto jedno hnízdo až 2 m široké a 1,2 m vysoké. Staví je přitom vysoko na stromech z větví a z jiných kusů dřeva.
Samice klade 1–3 bílých vajec s řídkým rudým skvrněním, na kterých sedí po dobu 42–45 dní. Mláďata se často líhnou v intervalu několik dnů a tak se stává, že nejstarší jedinec zabije své nejmladší sourozence. Plně opeřena jsou mláďata po 70–75 dnech.